# 與論町
與論町（日语：／ Yoron chō */?，琉球語：／ ）是鹿兒島縣轄下最南端的一個城鎮，位於奄美群島的與論島上，和沖繩縣僅相距20多公里。

## 沿革
- 1908年4月1日：奄美群島實施島嶼町村制，廢除間切，島上原茶花村、那間村、足戶村、立長村、麥屋村、古里村合併為與論村。
- 1963年1月1日：改制為與論町。

## 教育

### 高等學校
- 鹿兒島縣立與論高等學校

## 交通

### 機場
- 與論機場

## 姊妹市・友好都市

### 海外
- 米科諾斯（希臘）

## 外部連結
- （日語） 與論島觀光協會 （页面存档备份，存于）
- （日語） 與論町公所商工觀光課
- （日語） 與論町漁協
- （日語） 與論民俗村 （页面存档备份，存于）